# دارکوب آریزونا
دارکوب آریزونا (نام علمی: Picoides arizonae) نام یک گونه از تیره دارکوب است.